# American Psycho (film)
American Psycho är en amerikansk film från 2000 i regi av Mary Harron. Filmen är baserad på romanen från 1991 med samma titel av Bret Easton Ellis.

## Handling
Berättelsen utspelar sig under yuppieeran i slutet av 1980-talets New York. Patrick Bateman är en ung framgångsrik aktiemäklare som bor och jobbar i de fina kvarteren i New York. Han är besatt av att vara bäst på allting han gör. Utåt sett uppvisar han en korrekt, om än sammanbiten sida av sig själv. Men under ytan döljer sig en psykopat.

## Rollista
| Christian Bale    | – Patrick Bateman     |
| Justin Theroux    | – Timothy Bryce       |
| Josh Lucas        | – Craig McDermott     |
| Bill Sage         | – David Van Patten    |
| Chloë Sevigny     | – Jean                |
| Reese Witherspoon | – Evelyn Williams     |
| Samantha Mathis   | – Courtney Rawlinson  |
| Matt Ross         | – Luis Carruthers     |
| Jared Leto        | – Paul Allen          |
| Willem Dafoe      | – Det. Donald Kimball |
| Cara Seymour      | – Christie            |